# Meteoroid
En meteoroid (også kaldet en meteoroide) er et lille stenobjekt i kredsløb om Solen. En meteoroid er mindre end en småplanet (asteroide). Nogle definerer, at et objekt, som er en sten, og mindre end ca. 100 meter i diameter kaldes en meteoroid.

## Terminologi
Hvis en meteoroid træder ind i atmosfæren, bliver den kaldt en meteor og hvis den når jordoverfladen, kaldes den en meteorit. Strengt taget rammes Månen og andre atmosfæreløse himmellegemer derfor af meteoroider, selvom nedslagene kaldes for meteorkratere.
Rumdragter og rumfartøjer skal fungere i et miljø uden en beskyttende atmosfære, så de designes til at kunne tåle at blive ramt af mikrometeoroider.